# Ranzenkrebse
Ranzenkrebse oder Peracarida sind eine Überordnung der Höheren Krebse (Malacostraca) und gehören zu den Krebstieren (Crustacea). Dazu gehören unter anderem Asseln, Flohkrebse und Schwebegarnelen.

## Vorkommen
Ranzenkrebse kommen in allen Gewässerarten und auch an Land vor. Sie haben eine weltweite Verbreitung und oft eine große Individuendichte. Zu ihrem Erfolg in den verschiedenen Lebensräumen, auch in der Tiefsee, der Arktis und der Antarktis sowie in speziellen Biotopen wie Höhlen, Grundwasser oder im Sandlückensystem trägt der ihnen eigene Mechanismus der Brutpflege bei.

## Fortpflanzung
Brutpflege: In einem ventralen Brutraum, Marsupium genannt, am Thorax werden die Eier aufbewahrt (eine Ausnahme bildet dabei nur die Gruppe der Thermosbaenacea). Dieser Raum wird durch lappenartige, aneinandergrenzende Anhänge der Extremitäten (Oostegite) vom Außenmedium abgegrenzt.

## Nervensystem und Sinnesorgane
Die Augen sind in den meisten Fällen ungestielt in der Kopfplatte angesetzt.

## Morphologie
Ranzenkrebse besitzen einen Carapax mit höchstens vier verschmolzenen Thorax-Segmenten. Der Kopf ist mit einem (oder zwei) Segmenten des Thorax verschmolzen. Die Carapaxfalte ist meist zurückgebildet.

## Stammesgeschichte
Frühe Fossilien der Ranzenkrebs-Ordnungen wie Isopoda, Cumacea und Tanaidacea sind bereits aus dem Paläozoikum vor mehr als 300 Millionen Jahren bekannt. Aus diesem Erdzeitalter stammen auch die Vorfahren der Amphipoda, auch wenn keine Fossilien dieser Tiergruppe aus dieser Zeit überliefert sind. Die weitere Verbreitung der Ranzenkrebse fand im Mesozoikum statt. Die heutige Verbreitung der Crangonyctidae, einer sehr ursprünglichen Gruppe der Amphipoda auf der Nordhalbkugel deutet auf ihren Ursprung in Laurasia schon vor dem Jura hin.

## Systematik

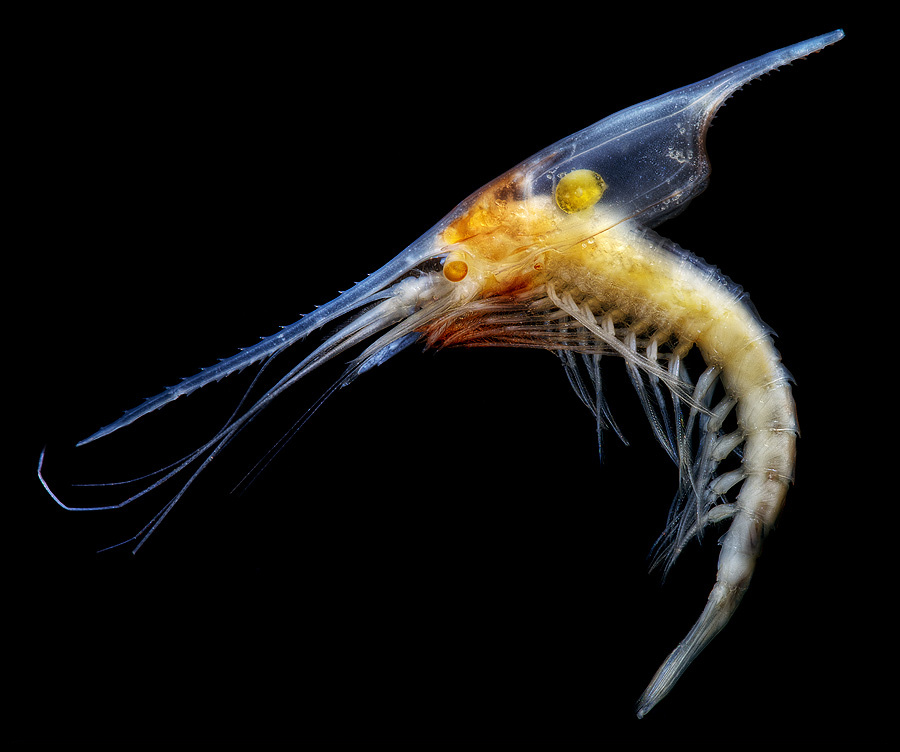
Gnathophausia zoea (Ordnung Lophogastrida)

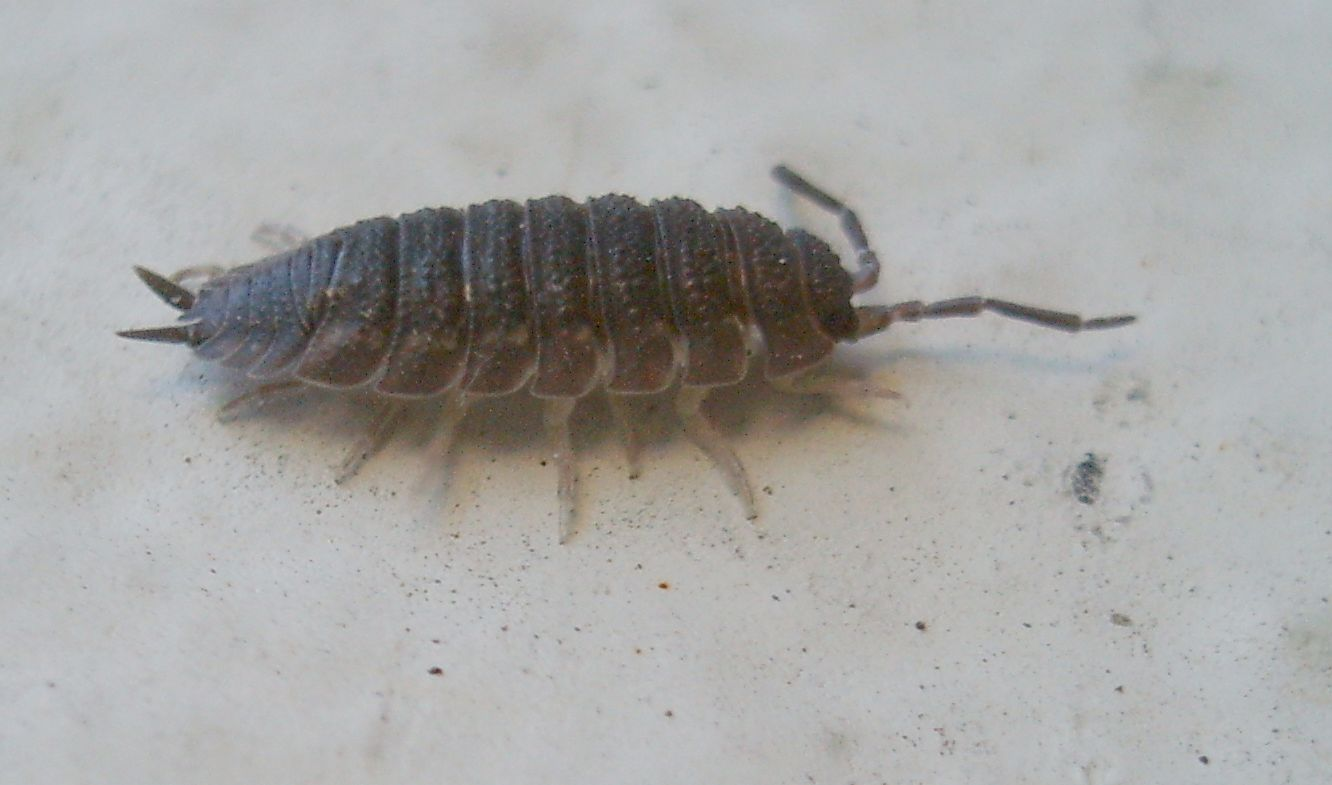
Kellerassel (Ordnung Isopoda)

Die Überordnung der Ranzenkrebse (Peracarida) umfasst neun Ordnungen:
- Schwebegarnelen (Mysida) Haworth, 1825
- Lophogastrida Sars, 1870
- Flohkrebse (Amphipoda) Latreille, 1816
  - Gammaridea
  - Ingolfiellidea
  - Corophiidea
  - Hyperiidea
- Cumacea Kroyer, 1846
- Mictacea Bowman, Garner, Hessler, Iliffe & Sanders, 1985
- Spelaeogriphacea Calman, 1904
- Thermosbaenacea Monod, 1927
- Scherenasseln (Tanaidacea) Dana, 1849
- Asseln (Isopoda) Latreille, 1817
  - Phreatoicidea
  - Asellota
  - Landasseln (Oniscidea)
  - Valvifera
  - Anthuridea
  - Sphaeromatidea
  - Cymothoidea

Westheide und Rieger unterscheiden in ihrer Speziellen Zoologie nur sieben Ordnungen. Sie stellen den Ranzenkrebse (Peracarida) die Thermosbaenacea als Pancarida gegenüber, weil diese im Gegensatz zu den übrigen Peracarida ihre auf dem Rücken befindliche Carapaxhöhle als Brutraum nutzen. Der Brutraum der übrigen Peracarida liegt auf der Bauchseite. Ferner werden die Mysida und die Lophogastrida zur Ordnung der Mysidacea zusammengefasst.